# José Javier Gómez
José Javier Gómez Gozalo (Cuéllar, 18 marzo 1974) è un ex ciclista su strada spagnolo, professionista dal 1996 al 2003.

## Palmarès

### Strada
- 1995 (Dilettanti, due vittorie)

Trofeo San José
Classifica generale Vuelta al Bidasoa

#### Altri successi
- 1995 (Dilettanti)

Classifica giovani Giro delle Regioni

## Piazzamenti

### Grandi Giri
- Giro d'Italia

1997: 22º
2000: 30º
- Tour de France

1998: non partito (18ª tappa)
1999: 59º
2002: ritirato (13ª tappa)
- Vuelta a España

2001: 26º
2003: ritirato (11ª tappa)

### Classiche monumento
- Milano-Sanremo

2000: 152º
- Liegi-Bastogne-Liegi

1999: ritirato
2000: 67º